# Stanisław Szafraniec (zm. 1598)

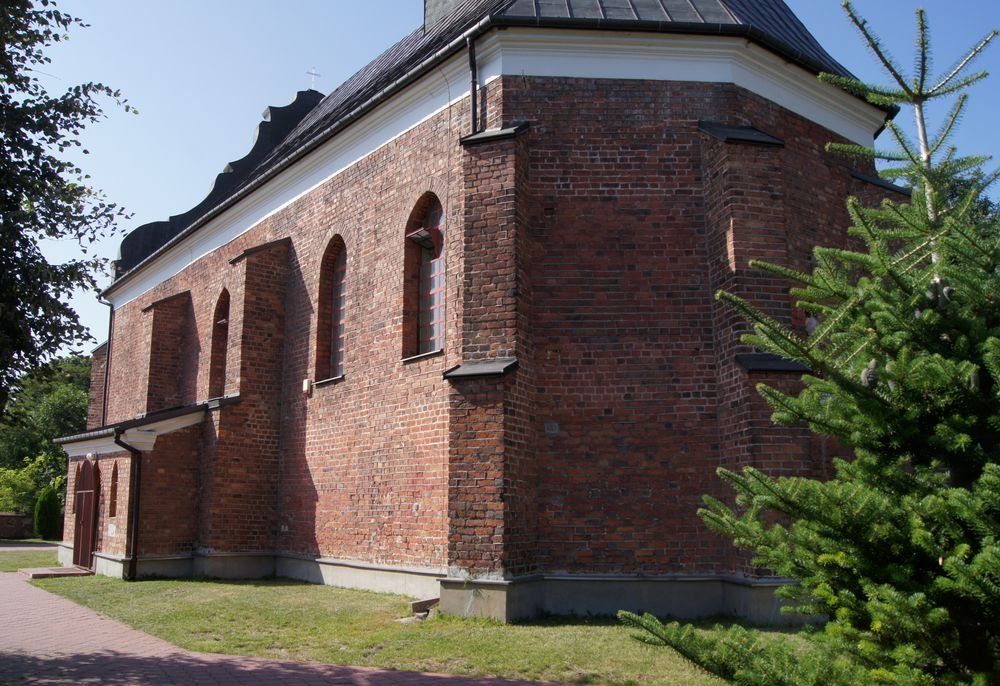
Dawny zbór kalwiński w Seceminie, wzniesiony dzięki fundacji Stanisława Szafrańca z Pieskowej Skały. W XVI wieku jeden z ważniejszych ośrodków kalwinizmu małopolskiego, a także miejsce pochówku samego fundatora.

Stanisław Szafraniec z Pieskowej Skały herbu Starykoń (ur. między 1525 a 1530, zm. 7 stycznia 1598) – wojewoda sandomierski w latach 1581-1587, kasztelan sandomierski w 1576 roku, kasztelan biecki w latach 1569-1576, wojski krakowski w latach 1589-1598, wojski sandomierski w 1566 roku, starosta lelowski w latach 1563–1578, marszałek izby poselskiej sejmu 1570 roku i sejmu konwokacyjnego 1574 roku, starosta wolbromski, protektor kalwinizmu w Małopolsce.

## Życiorys
Pochodził z magnackiej rodziny małopolskiej, syn Piotra Szafrańca i Agnieszki Sienieńskiej, wnuk kasztelana wiślickiego Piotra Szafrańca. Wcześnie osierocony początkowo wychowywał się na dworze Jana Tęczyńskiego a po jego śmierci wychowaniem Stanisława zajął się jego stryj Hieronim – dworzanin króla Zygmunta I Starego. W 1545 został wysłany wraz z bratem stryjecznym Mikołajem na dwór księcia Albrechta Hohenzollerna, gdzie wychowano go w duchu wiary luterańskiej. Po powrocie do kraju poślubił Annę Dembińską, córkę kanclerza wielkiego koronnego Walentego Dembińskiego. Był posłem województwa krakowskiego na sejm 1556/1557 i sejm piotrkowski 1562/1563 roku, sejm piotrkowski 1565 roku, sejm lubelski 1569 roku, sejm 1570 roku.W 1569 został kasztelanem bieckim, w 1576 kasztelanem sandomierskim, w latach 1581 – 1587 wojewodą sandomierskim, a od 1589 wojskim krakowskim.
Po śmierci Zygmunta II Augusta, jako zdecydowany przeciwnik Habsburgów, poparł Henryka Walezego, a po jego ucieczce wysunął kandydaturę na tron Polski Wilhelma z Rozemberga. Niechętny Stefanowi Batoremu, występował w obronie Jana i Samuela Zborowskich.
Stanisław Szafraniec był rzecznikiem tolerancji religijnej i ograniczeniem uprawnień Kościoła katolickiego. Brał czynny udział w życiu małopolskiego kościoła protestanckiego. W latach 1550–1555 ufundował w swoich dobrach zbory kalwińskie w: Seceminie, Przegini, Sąspowie, Sułoszowej, Rogowie, Krasocinie, a po śmierci stryja Hieronima Szafrańca objął patronat nad zborem we Włoszczowie. W Seceminie ufundował przy zborze wyższą szkołę, w której bezpłatnie kształcili się mieszczanie secemińscy. Po śmierci reformatora Jana Łaskiego w 1560 podjął się opieki i wychowania syna Łaskiego – Samuela.
Jako przedstawiciel Korony Królestwa Polskiego podpisał akt unii lubelskiej 1569 roku.
W 1573 potwierdził elekcję Henryka III Walezego na króla Polski. Poseł na sejm koronacyjny 1574 roku z województwa krakowskiego. Poseł na sejm konwokacyjny 1574 roku z województwa krakowskiego. Poseł na sejm koronacyjny 1576 roku z województwa krakowskiego. Poseł na sejm pacyfikacyjny 1589 roku z województwa sandomierskiego.
W 1589 był sygnatariuszem ratyfikacji traktatu bytomsko-będzińskiego na sejmie pacyfikacyjnym.
Stanisław Szafraniec był mecenasem sztuki. W latach 1570–1580 dokonał wielkiej przebudowy w stylu renesansowym Zamku Pieskowa Skała, a w pobliżu rezydencji założył ogród w stylu włoskim oraz zwierzyniec. Na zamku mieściła się także bogata biblioteka.
Stanisław Szafraniec zmarł prawdopodobnie w Wolbromiu, zaś zwłoki jego spoczęły w zborze w Seceminie (obecnie kościół katolicki).
Gdy w 1616 zbór w Seceminie został przejęty przez katolików, znajdujący się w świątyni nagrobek Stanisława Szafrańca rozbito a płytę figuralną „utopiono” w studni plebańskiej. Dopiero w latach 20. XX wieku odnaleziono rzeźbę nagrobną; przedstawia ona postać w zbroi, która w ręku zamiast oznak rycerskich trzyma książkę z napisem: Deo et Patriae servivi.